# 1068 Nofretete
1068 Nofretete è un asteroide della fascia principale. Scoperto nel 1926, presenta un'orbita caratterizzata da un semiasse maggiore pari a 2,9100040 UA e da un'eccentricità di 0,0922359, inclinata di 5,50344° rispetto all'eclittica.
Il suo nome fa riferimento a Nefertiti, regina egizia e moglie del faraone Akhenaton.